# Hamburg Masters 2000 - Qualificazioni singolare
Le qualificazioni del singolare  dell'Hamburg Masters 2000 sono state un torneo di tennis preliminare per accedere alla fase finale della manifestazione. I vincitori dell'ultimo turno sono entrati di diritto nel tabellone principale. In caso di ritiro di uno o più giocatori aventi diritto a questi sono subentrati i lucky loser, ossia i giocatori che hanno perso nell'ultimo turno ma che avevano una classifica più alta rispetto agli altri partecipanti che avevano comunque perso nel turno finale.
Le qualificazioni del torneoHamburg Masters  2000 prevedevano 32 partecipanti di cui 8 sono entrati nel tabellone principale.

## Teste di serie
1. Arnaud Clément (ultimo turno)
2. Sargis Sargsian (Qualificato)
3. Richard Fromberg (Qualificato)
4. Goran Ivanišević (ultimo turno)
5. Jeff Tarango (Qualificato)
6. Andrea Gaudenzi (primo turno)
7. Galo Blanco (primo turno)
8. Albert Portas (ultimo turno)

1. Jan-Michael Gambill (Qualificato)
2. George Bastl (ultimo turno)
3. Alberto Martín (Qualificato)
4. Cyril Saulnier (primo turno)
5. Andrei Pavel (Qualificato)
6. Ivan Ljubičić (ultimo turno)
7. André Sá (primo turno)
8. Axel Pretzsch (primo turno)

## Qualificati
1. Adrian Voinea
2. Sargis Sargsian
3. Richard Fromberg
4. Andrei Pavel

1. Jeff Tarango
2. Alberto Martín
3. Stéphane Huet
4. Jan-Michael Gambill

## Tabellone

### Legenda
| - Q = Qualificato - WC = Wild card - LL = Lucky loser | - ALT = Alternate - SE = Special Exempt - PR = Protected Ranking | - w/o = Walkover - r = Ritirato - d = Squalificato |

### Sezione 1
|  | Primo turno | Primo turno    | Primo turno    | Primo turno | Primo turno |  |  | Ultimo turno | Ultimo turno   | Ultimo turno   | Ultimo turno | Ultimo turno |  |
|  |             |                |                |             |             |  |  |              |                |                |              |              |  |
|  | 1           | Arnaud Clément | Arnaud Clément | 6           | 6           |  |  |              |                |                |              |              |  |
|  |             | Daniel Nestor  | Daniel Nestor  | 2           | 2           |  |  | 1            | Arnaud Clément | Arnaud Clément | 5            | 2            |  |
|  |             | Adrian Voinea  | 3              | 6           | 7           |  |  |              | Adrian Voinea  | Adrian Voinea  | 7            | 6            |  |
|  | 15          | André Sá       | 6              | 1           | 65          |  |  |              |                |                |              |              |  |

### Sezione 2
|  | Primo turno | Primo turno       | Primo turno       | Primo turno | Primo turno |  |  | Ultimo turno | Ultimo turno    | Ultimo turno | Ultimo turno | Ultimo turno |  |
|  |             |                   |                   |             |             |  |  |              |                 |              |              |              |  |
|  | 2           | Sargis Sargsian   | Sargis Sargsian   | 6           | 6           |  |  |              |                 |              |              |              |  |
|  |             | Michel Kratochvil | Michel Kratochvil | 3           | 2           |  |  | 2            | Sargis Sargsian | 4            | 7            | 6            |  |
|  |             | Axel Pretzsch     | 2                 | 6           | 6           |  |  |              | Axel Pretzsch   | 6            | 5            | 0            |  |
|  | 16          | Christophe Rochus | 6                 | 4           | 2           |  |  |              |                 |              |              |              |  |

### Sezione 3
|  | Primo turno | Primo turno      | Primo turno      | Primo turno | Primo turno |  |  | Ultimo turno | Ultimo turno     | Ultimo turno     | Ultimo turno | Ultimo turno |  |
|  |             |                  |                  |             |             |  |  |              |                  |                  |              |              |  |
|  | 3           | Richard Fromberg | Richard Fromberg | 6           | 6           |  |  |              |                  |                  |              |              |  |
|  |             | Philipp Hammer   | Philipp Hammer   | 1           | 1           |  |  | 3            | Richard Fromberg | Richard Fromberg | 7            | 6            |  |
|  | 14          | Ivan Ljubičić    | 4                | 6           | 6           |  |  | 14           | Ivan Ljubičić    | Ivan Ljubičić    | 5            | 4            |  |
|  |             | Mark Knowles     | 6                | 3           | 4           |  |  |              |                  |                  |              |              |  |

### Sezione 4
|  | Primo turno | Primo turno      | Primo turno      | Primo turno | Primo turno |  |  | Ultimo turno | Ultimo turno     | Ultimo turno     | Ultimo turno | Ultimo turno |  |
|  |             |                  |                  |             |             |  |  |              |                  |                  |              |              |  |
|  | 4           | Goran Ivanišević | Goran Ivanišević | 6           | 6           |  |  |              |                  |                  |              |              |  |
|  |             | Volker Neumann   | Volker Neumann   | 1           | 1           |  |  | 4            | Goran Ivanišević | Goran Ivanišević | 4            | 3            |  |
|  | 13          | Andrei Pavel     | Andrei Pavel     | 6           | 6           |  |  | 13           | Andrei Pavel     | Andrei Pavel     | 6            | 6            |  |
|  |             | Martin Sinner    | Martin Sinner    | 3           | 2           |  |  |              |                  |                  |              |              |  |

### Sezione 5
|  | Primo turno | Primo turno       | Primo turno       | Primo turno | Primo turno |  |  | Ultimo turno | Ultimo turno   | Ultimo turno   | Ultimo turno | Ultimo turno |  |
|  |             |                   |                   |             |             |  |  |              |                |                |              |              |  |
|  | 5           | Jeff Tarango      | Jeff Tarango      | 6           | 6           |  |  |              |                |                |              |              |  |
|  |             | Andy Fahlke       | Andy Fahlke       | 4           | 3           |  |  | 5            | Jeff Tarango   | Jeff Tarango   | 7            | 6            |  |
|  |             | Cyril Saulnier    | Cyril Saulnier    | 6           | 6           |  |  |              | Cyril Saulnier | Cyril Saulnier | 64           | 3            |  |
|  | 12          | Magnus Gustafsson | Magnus Gustafsson | 4           | 2           |  |  |              |                |                |              |              |  |

### Sezione 6
|  | Primo turno | Primo turno     | Primo turno    | Primo turno | Primo turno |  |  | Ultimo turno | Ultimo turno   | Ultimo turno   | Ultimo turno | Ultimo turno |  |
|  |             |                 |                |             |             |  |  |              |                |                |              |              |  |
|  |             | Wayne Black     | 2              | 7           | 6           |  |  |              |                |                |              |              |  |
|  | 6           | Andrea Gaudenzi | 6              | 5           | 4           |  |  |              | Wayne Black    | Wayne Black    | 0            | 2            |  |
|  | 11          | Alberto Martín  | Alberto Martín | 6           | 6           |  |  | 11           | Alberto Martín | Alberto Martín | 6            | 6            |  |
|  |             | Florian Kunth   | Florian Kunth  | 1           | 0           |  |  |              |                |                |              |              |  |

### Sezione 7
|  | Primo turno | Primo turno   | Primo turno   | Primo turno | Primo turno |  |  | Ultimo turno | Ultimo turno  | Ultimo turno | Ultimo turno | Ultimo turno |  |
|  |             |               |               |             |             |  |  |              |               |              |              |              |  |
|  |             | Stéphane Huet | 4             | 6           | 6           |  |  |              |               |              |              |              |  |
|  | 7           | Galo Blanco   | 6             | 1           | 4           |  |  |              | Stéphane Huet | 6            | 3            | 6            |  |
|  | 10          | George Bastl  | George Bastl  | 6           | 6           |  |  | 10           | George Bastl  | 3            | 6            | 0            |  |
|  |             | Wayne Arthurs | Wayne Arthurs | 4           | 4           |  |  |              |               |              |              |              |  |

### Sezione 8
|  | Primo turno | Primo turno         | Primo turno         | Primo turno | Primo turno |  |  | Ultimo turno | Ultimo turno        | Ultimo turno        | Ultimo turno | Ultimo turno |  |
|  |             |                     |                     |             |             |  |  |              |                     |                     |              |              |  |
|  | 8           | Albert Portas       | Albert Portas       | 6           | 6           |  |  |              |                     |                     |              |              |  |
|  |             | Fredrik Jonsson     | Fredrik Jonsson     | 1           | 3           |  |  | 8            | Albert Portas       | Albert Portas       | 3            | 5            |  |
|  | 9           | Jan-Michael Gambill | Jan-Michael Gambill | 7           | 6           |  |  | 9            | Jan-Michael Gambill | Jan-Michael Gambill | 6            | 7            |  |
|  |             | Jens Knippschild    | Jens Knippschild    | 63          | 4           |  |  |              |                     |                     |              |              |  |